# Centro organizador dos microtúbulos
O centro organizador dos microtúbulos (também conhecido pela sigla MTOC, do inglês microtubule-organizing center) é uma estrutura encontrada em eucariontes onde as células microtúbulos emergem. Os MTOCs têm duas funções principais: a organização dos flagelos e cílios eucarióticos e a organização  mitótica e  meiotica do fuso mitótico, que separa os cromossomas durante a divisão celular. O MTOC é o local principal da nucleação de microtúbulos e podem ser visualizadas em células por imunodetecção da Γ-tubulina. As características morfológicas do MTOCs variam entre os diferentes filos e reinos Em animais, os dois tipos mais importantes de MTOCs são os  corpos basais, associados com cílios, e o centrossoma, associados com a formação do fuso.

## Organização do MTOC nas células
Os MTOCs funcionam como o local onde começa a formação de microtúbulos, bem como um local onde as livre-extremidades dos microtúbulos são atraídas. Dentro das células, os centros de organização de microtúbulos podem assumir muitas formas diferentes. Uma matriz de microtúbulos pode organizar-se em uma estrutura de cata-vento de modo a formar os corpos basais, o que pode levar à formação de matrizes de microtúbulos no citoplasma ou o axonema 9+2. Outros arranjos variam de corpos do eixo mitótico fúngico à cromossomas cinetócoros eucarióticos (placas planas, laminadas). Os MTOCs podem estar dispersos livremente em todo o citoplasma ou localizado centralmente em focos. Os MTOCs mais notáveis são o centrossoma na interfase e os pólos do fuso mitótico.
Os centríolos podem atuar como marcadores para MTOCs na célula. Se eles estão distribuídos livremente no citoplasma, podem reunir centríolos durante a diferenciação para que se tornem MTOCs. Eles também podem ser centrados em torno de um centrossoma como um único MTOC, embora as centrossomas pode funcionar como um MTOC sem centríolos.

## Interfase MTOC
A maioria das células animais têm um MTOC durante a interfase, normalmente localizado próximo ao  núcleo e geralmente associado estreitamente com o complexo de Golgi. O MTOC é constituído por um par de centríolos no seu centro e é rodeado por um material pericentriolar (PCM), o que é importante para a nucleação de microtúbulos.
Os microtúbulos são ancorados no MTOC pelas suas extremidades, ao passo que suas extremidades continuam a crescer na periferia celular. A polaridade dos microtúbulos é importante para o transporte celular, tal como a proteína do motora cinesina e a dineína tipicamente movem-se preferencialmente na direção "positiva" ou "negativa", respectivamente, ao longo de microtúbulos, permitindo as vesículas  ser dirigirem para um lado ou outro do retículo endoplasmático e do complexo de Golgi. Particularmente, para complexo de Golgi, as estruturas associadas com o complexo viajam para o fim de um microtúbulo e auxíliam na estrutura global e local do Golgi na célula.

## Centrossoma
Os movimentos dos microtúbulos são baseadas nas ações do centrossoma. Cada célula filha após a suspensão da mitose contém um MTOC primário. Antes de iniciar a divisão celular, a interfase MTOC replica para formar duas MTOCs distintas (agora normalmente referidas como centrossomas). Durante a divisão celular, os centrossomas se movem as extremidades opostas da célula e microtúbulos nucleados ajudam a formar o ufo mitótico/meiótico. Se o MTOC não replicar, o fuso não pode se formar e a mitose cessa prematuramente.
A gama-tubulina é uma proteína localizada no centrossoma que nucleia os microtúbulos através da interacção com o monómero da subunidade tubulina do microtúbulo no final. A organização dos microtúbulos no MTOC, oucentrossoma, neste caso, é determinada pela polaridade dos microtúbulos definidos pela Y-tubulina.

## Corpo basal
Em células epiteliais, os MTOCs também ancoram e organizam os microtúbulos que compõem os cílios. Tal como acontece com o centrossoma, estes MTOCs estabilizam e orientam os microtúbulos, neste caso para permitir o movimento unidireccional do próprio cílio, ao invés de vesículas se eslocarem ao longo dela.

## Pólo do fuso
Em fermentos e algumas algas, o MTOC é incorporado ao envelope nuclear como um pólo do fuso. Não existem centríolos nas MTOCs de leveduras e fungos. Nesses organismos, o envelope nuclear não quebra durante a mitose e o pólo do fuso serve para conectar citoplasma com os microtúbulos nucleares. O pólo do fuso em forma de disco está organizado em três camadas: a placa central, a placa interna e a placa exterior. A placa central é incorporado na membrana, enquanto que a placa interior é uma camada intranuclear amorfa, a placa externa é a camada localizada no citoplasma.

## MTOCs das plantas
As células de plantas não têm centriols ou pólos do fuso, exceto em seus gametas masculinos flagelados, e são totalmente ausente em  coníferas e  plantas com flores. Em vez disso, o envelope nuclear em si parece funcionar como o principal MTOC para a nucleação dos microtúbulos e organização do fuso durante a mitose das células das plantas.

## Transdução de sinal
Os MTOC reorientam-se durante a transdução de sinal, principalmente durante a reparação de feridas ou respostas imunitárias. O MTOC é relocalizado para uma posição entre a extremidade da célula e do núcleo nas células, como macrófagos, fibroblastos e células endoteliais. As organelas, tais como o complexo de Golgi, ajudam na reorientação da MTOC e podem ocorrer rapidamente. Os sinais de transdução fazem com que os microtúbulos cresçam ou se contraiam, bem como para tornar os centrossomas móveis. O MTOC está localizado numa posição perinuclear e contém nas extremidades negativas dos microtúbulos, enquanto as extremidades positivas crescem rapidamente em direcção à extremidade da célula. O complexo de Golgi os reorienta juntamente com o MTOC, e fazem com que o conjunto de células, aparentemente enviem um sinal polarizado.
Nas respostas imunes, após a interacção com uma célula alvo em resposta a antigénios específicos carregados com células apresentadoras de antigénio, as células imunes, tais como as células T, as células exterminadoras, e os linfócitos T citotóxicos, localizam seus MTOCs perto da zona de contacto entre a célula imunitária e a célula-alvo. Para as células T, a resposta de sinalização do receptor de células T provoca a reorientação do MTOC por encurtamento  dos microtúbulos para trazer o MTOC para o local da interacção do receptor de células T.